# Cesare Cornoldi
Cesare Cornoldi (Cantello, 24 luglio 1947) è uno psicologo italiano, attivo nell'ambito della psicologia dell'età evolutiva e dei disturbi dell'apprendimento.

## Biografia
Dopo gli studi liceali a Padova, si iscrive dapprima alla Facoltà di Sociologia dell'Università di Trento, dove conosce Fabio Metelli, quindi passa al corso di laurea in Filosofia dell'Università di Padova. Conseguita la laurea nel 1970, si specializza in psicologia all'Università di Milano nel 1974, quindi ritorna all'Università di Padova con una borsa di studio che fruisce sotto la guida di Giuseppe Mosconi, che lo avvia alla psicologia cognitiva.
Tranne qualche breve, iniziale periodo trascorso all'Università di Verona, alla Facoltà di Psicologia di Padova Cornoldi percorrerà tutti i ruoli accademici a partire dal 1972, da ricercatore e professore incaricato fino a professore ordinario di psicologia generale nel 1981, dopodiché insegnerà psicologia dell'apprendimento e della memoria, su una cattedra che terrà fino al pensionamento nel 2013, quindi la nomina a professore emerito dell'ateneo patavino. Dal 1985 al 1991 ha diretto il Dipartimento di Psicologia Generale della stessa università.
Già delegato nazionale della Divisione di Ricerca di Base della Società italiana di Psicologia (1980-84), presidente delegato del CNIS (Associazione per il Coordinamento Nazionale degli Insegnanti Specializzati e la ricerca sulle situazioni di Handicap, 1982-85), fra i fondatori e primo presidente nazionale dell'AIRIPA (Associazione Italiana per la Ricerca e l'Intervento nella Psicopatologia dell'Apprendimento, dal 1991 ad oggi) e della ESCP (European Society for Cognitive Psychology, 2003-04), nonché più volte direttore del Dipartimento di Psicologia dell'Università di Padova, i suoi interessi di ricerca si sono concentrati sulla psicologia dell'età evolutiva, la memoria, l'apprendimento e i suoi specifici disturbi, di cui è uno dei maggiori esperti a livello internazionale.

## Opere principali
- L'esame della memoria, Padova, CLEUP, 1975.
- Memoria e immaginazione, Bologna, Patron, 1976.
- Modelli della memoria. Struttura e leggi della memoria umana, Firenze, Giunti-Barbera, 1978.
- La verifica dell'apprendimento della lettura, Firenze, Giunti-Barbera, 1982.
- (EN)  Aspects of reading and dyslexia (Edited by), Padova, CLEUP, 1985.
- Apprendimento e memoria nell'uomo, Torino, UTET, 1986, ISBN 88-02-03987-9.
- Handicap, comunicazione e linguaggio, curata con Renzo Vianello, Bergamo, Juvenilia, 1988.
- Handicap, memoria e apprendimento, curata con Renzo Vianello, Bergamo, Juvenilia, 1989.
- Handicap, autonomia e socializzazione, curata con Renzo Vianello, Bergamo, Juvenilia, 1990.
- Stili di insegnamento, stili di apprendimento e handicap, curata con Renzo Vianello, Bergamo, Juvenilia, 1991.
- (EN)  Imagery and Cognition, edited with Mark A. McDaniel, New York, Springer-Verlag, 1991.
- Memoria e metacognizione. Attività didattiche per imparare a ricordare, con Beatrice Caponi, Trento, Edizioni Erickson, 1991.
- Imparare a studiare. Strategie, stili cognitivi metacognizione e atteggiamenti nello studio, con Rossana De Beni e Gruppo MT, Trento, Edizioni Erickson, 1993. ISBN 88-7946-080-3.
- Metacognizione e apprendimento, Bologna, Il Mulino, 1995. ISBN 88-15-05106-6.
- Matematica e metacognizione. Atteggiamenti metacognitivi e processi di controllo, con Beatrice Caponi, Grazia Falco, Roberta Focchiatti, Daniela Lucangeli e Marta Todeschini, Trento, Edizioni Erickson, 1995.
- (EN)  Reading comprehension difficulties. Processes and intervention, edited with Jane Oakhill, London, Routledge, 1996. ISBN 0805818456.
- (EN)  Theories of Memory, Volume I (1997), Volume II (1998), edited with Martin A. Conway and Susan E. Gathercole, New York, The Psychology Press (Routledge), 1997-98.
- Impulsività e autocontrollo. Interventi e tecniche metacognitive, con Maria Gardinale, Annalisa Masi e Laura Pettenò, Trento, Edizioni Erickson, 1996.
- Abilità visuo-spaziali. Intervento sulle difficoltà non verbali di apprendimento, con Gianna Friso, Laura Giordano, Adriana Molin, Silvana Poli, Fiorenza Rigoni e Patrizio E. Tressoldi, Trento, Edizioni Erickson, 1997.
- Le difficoltà di apprendimento a scuola, Bologna, Il Mulino, 1999. ISBN 978-88-15-24487-1.
- Psicologia clinica, con Ezio Sanavio, Bologna, Il Mulino, 2001. ISBN 978-88-15-13849-1.
- (EN)  Visuo-spatial working memory and individual differences, with Tomaso Vecchi, New York, The Psychology Press (Routledge), 2003. ISBN 9781841692166.
- Incontro con la psicologia, con Mariaelena Tagliabue, Bologna, Il Mulino, 2004. ISBN 978-88-15-24658-5.
- Didattica metacognitiva della matematica, con Beatrice Caponi, Grazia Falco, Roberta Focchiatti e Daniela Lucangeli, Trento, Edizioni Erickson, 2006.
- Avviamento alla metacognizione. Attività su «riflettere sulla mente», «la mente in azione», «controllare la mente» e «credere nella mente», con Gianna Frisio e Paola Palladino, Trento, Edizioni Erickson, 2007.
- Difficoltà e disturbi dell'apprendimento (a cura di), Bologna, Il Mulino, 2007. ISBN 978-88-15-11962-9.
- L'intelligenza, Bologna, Il Mulino, 2009. ISBN 978-88-15-13301-4.
- Vizi e virtù della memoria. La memoria nella vita di tutti i giorni, con Rossana De Beni, Firenze, Giunti, 2013.
- Bambini disattenti e iperattivi. Strategie di intervento a scuola, con Agnese Capodieci, Firenze, 2013.
- Indicatori BES e problemi di adattamento. Questionari osservativi per la scuola primaria, con Carmen Belacchi e David Giofrè, Trento, Edizioni Erickson, 2015.
- Studi di caso. Disturbi di scrittura, con Susi Cazzaniga, Trento, Edizioni Erickson, 2015.
- Abolire la scuola media?, con Giorgio Israel, Bologna, Il Mulino, 2015.
- (EN)  Nonverbal Learning Disabilities, with Irene C. Mammarella and Jodene Goldenring Fine, New York, The Guilford Press, 2016. ISBN 9781462527588.
- Disturbi e difficoltà della scrittura. Disgrafia, disortografia e difficoltà nella produzione di testi scritti (a cura di), Firenze, Giunti EDU, 2016.
- Metacognizione e avviamento alla letto-scrittura. Attività metacognitive per i bambini della scuola dell'infanzia, con Gianna Frisio e Silvia Drusi, Trento, Edizioni Erickson, 2016.
- Attraverso 50 anni di psicologia italiana, Trento, Edizioni Erickson, 2017.
- Processi cognitivi, motivazione e apprendimento, con Chiara Meneghetti, Angelica Moè e Claudia Zamperlin, Bologna, Il Mulino, 2018. ISBN 978-88-15-27898-2.
- I disturbi dell'apprendimento (a cura di), Bologna, Il Mulino, 2019. ISBN 978-88-15-28467-9.
- Tutti a scuola. Imparare, una bella fatica, Milano, GEDI Gruppo Editoriale, 2019.
- Bambini eccezionali. Superdotati, talentosi, creativi o geni, Bologna, Il Mulino, 2019.
- Intervento per le difficoltà socio-relazionali, con Chiara Salviato e Irene C. Mammarella, Trento, Edizioni Erickson, 2020.
- Mi preparo in matematica per la scuola primaria, con Adriana Molin e Silvana Poli, Firenze, Giunti EDU, 2020. ISBN 978-88-09-89544-7.